# Erzac (film)
Erzac (serb-chorw. Surogat) – jugosłowiański film animowany z 1961 roku w reżyserii Dušana Vukoticia produkcji Zagreb Film. Pierwsza animacja wyprodukowana poza Stanami Zjednoczonymi nagrodzona Oscarem za najlepszy krótkometrażowy film animowany.

## Fabuła
Animacja zawiera proste geometryczne kształty, których główny bohater filmu używa do tworzenia innych postaci lub przedmiotów na plaży, na przykład samochodu, rekina i grilla za pomocą zwyczajnej pompki. Odpoczywa na plaży łapiąc ryby na lunch, ale ponieważ jest samotny, tworzy (nadmuchuje) kobietę. Próbuje ją nakłonić, by się w nim zakochała. Gdy kobieta kąpie się w morzu, tworzy rekina, a następnie ratuje ukochaną.Ta po chwilowym zauroczeniu wybawcą niestety zauważa muskularnego mężczyznę i odchodzi z nim.

## Zespół autorski
- Reżyser: Dušan Vukotić
- Scenariusz: Rudolf Sremec
- Asystent reżysera: Zdravko Pavičić
- Muzyka: Tomislav Simović

## Nagrody
1962: Oscar za najlepszy krótkometrażowy film animowany